# نخستین سال‌های سرقت من
«نخستین سال‌های سرقت من» (به انگلیسی: My Early Burglary Years) آلبومی از هنرمند اهل انگلستان موریسی است که در سال ۱۹۹۸ میلادی منتشر شد.